# Manuel Yarlequé Espinoza
Manuel Yarlequé Espinoza (Catacaos, Piura, Perú, 25 de marzo de 1848 - 1923), fue un abogado y político indigenista de Catacaos, reconocido en su región por abogar por el reconocimiento de la cultura Tallán y la revalorización de las lenguas indígenas de la costa peruana. Además, participó en la Guerra del Pacífico, combatiendo en la Batalla de Miraflores.
Yarlequé fue descendiente del pueblo Tallán, lo que se evidencia en su primer apellido, de acuerdo a historiadores como Jacobo Cruz Villegas. 

## Biografía
Manuel Yarlequé Espinoza nació en la ciudad de Catacaos, en la provincia de Piura, en 1848. Su padre, José María Yarlequé, era un activista político de su comunidad, de la que también fue alcalde, recibiendo apoyo técnico y político de su hijo. 
Estudió Derecho en la Universidad Nacional Mayor de San Marcos, donde recibió los grados de Bachiller, Licenciado y Doctor en Derecho. En 1876 fue admitido al Colegio de Abogados y más tarde se desempeñó como secretario privado de varios miembros del Gabinete. 

### Diputado y soldado en la guerra del Pacífico
Desde 1878 hasta 1894 fue diputado por la Provincia de Piura.  En 1880, durante la guerra con Chile, fue miembro del Octavo Regimiento de Reservas y así combatió en la batalla de Miraflores.  Más tarde agregó a sus deberes como soldado los de periodista, pues escribió los boletines de noticias para La Opinión Nacional, publicación de la que también fue editor,  generando artículos de rechazo a la invasión chilena, lo que implicó una eventual persecución que lo hizo retornar a Catacaos. 

### Activismo en Catacaos
De vuelta en su ciudad, promovió la creación de escuelas, abogó por la supresión del contrabando por parte de casas comerciales extranjeras y fundó la Sociedad Defensora de la Comunidad Campesina San Juan Bautista de Catacaos. 
Además, de acuerdo al historiador Carlos Arrizabálaga, participó en la inauguración del primer monumento a Miguel Grau en Piura y promovió una colecta para erigir un monumento en Catacaos al español Juan de Mori,  un hombre que intercedió para que los indígenas de Catacaos, Sechura y el valle del Chira puedan recomprar sus tierras a la corona Española, y así no estar bajo el dominio de esta, propiedad que conservan aún hasta hoy.  Del mismo modo, fue impulsor de la reconstrucción de la basílica San Juan Bautista de Catacaos.
Yarlequé se opuso de forma activa al proyecto de derivación de aguas del río Chira que la London Pacific Company buscó llevar a cabo para sus operaciones en La Brea y Negritos, en 1891. 

### Actividad política
Manuel Yarlequé tuvo afinidad con el movimiento político militar de Andrés Avelino Cáceres, llegando a ser secretario del Partido Constitucional. Por ese motivo, tuvo que exiliarse en Guayaquil, desde donde dirigió una campaña escrita en contra del pierolismo, al que consideraba entreguista respecto a las pretensiones de Chile sobre los territorios de Arica y Tarapacá.
Para tal fin, empleó el periodismo como herramienta de difusión de sus ideas, siendo editor y columnista de los periódicos El Perú y El Nacional,  contribuyendo a La Prensa, El Comercio y El Tiempo, argumentando que la invasión de Chile en Tacna, Arica y Tarapacá era nula, abogando por las pretensiones de Perú.  Por ese mismo motivo, fue miembro de las instituciones patrióticas Pro Marina y Unión de Labor Nacionalista. 

### Defensa indigenista
Yarlequé se identificó a lo largo de su vida con la defensa indígena al considerarse él mismo un hijo del pueblo Tallán. 
Además de su labor como periodista, abogado y político, Yarlequé también realizó importantes aportes al indigenismo peruano. En particular, se destacó por su defensa de los derechos sobre la tierra de los indígenas y por su interés en la preservación de la cultura precolombina, acusando a los gamonales y hacendados de diversos abusos cometidos en contra de los indígenas peruanos. En ese camino, trabó amistad y trabajó con Pedro Zulen y Dora Mayer, fundadores de la Asociación Pro Indígena.
Yarlequé fue un firme defensor de la autonomía de las comunidades indígenas. En 1919, firmó un extenso memorial en nombre de las comunidades indígenas del Perú dirigida al presidente Woodrow Wilson. En este memorial, Yarlequé denunció el atropello de los derechos de los indígenas por parte de los gamonales y el Estado peruano. 
En el ámbito de la preservación de la cultura precolombina, Yarlequé se interesó especialmente por la cultura Tallán. En 1922, legó un libro a la Sociedad Defensora de la Comunidad Indígena de Catacaos en el que consignó algunos vocablos tallanes. Este libro es una valiosa fuente de información sobre la lengua tallán, si bien autores como Arrizabalaga, estiman que la publicación no cuenta con soportes documentales o históricos que respalden las etimologías propuestas por Yarlequé. 

## En la cultura popular
En la actualidad, Yarlequé es considerado un héroe en su ciudad natal, Catacaos. La ciudad le ha dedicado una calle, un instituto tecnológico superior y un monumento. 